# Jørgen Lyng
Jørgen Lyng (født 7. marts 1934 i Aalborg) er en pensioneret dansk general, der var forsvarschef fra 1. november 1989 til 31. marts 1996.
Lyng er uddannet jægersoldat ved bl.a. Special Air Services elitestyrke i England, har gennemført faldskærmsuddannelse samt springleder- og rangerkursus i USA og gjort tjeneste ved Luftlandeschule i Tyskland. I 1960'erne var han som næstkommanderende med til at genoprette Jægerkorpset, og fra 1978-1982 var han underviser i divisions- og korpstaktik på Forsvarsakademiet. Han kom fra en stilling som chef for Forsvarsstaben, da han i 1989 blev udnævnt til forsvarschef. I sin tid som forsvarschef var han medlem af NATO's Militærkomité. Efter hans fratræden i havde han flere bestyrelsesposter, bl.a. i Dampskibsselskabet af 1912 A/S og A/S Dampskibsselskabet Svendborg. 
Jørgen Lyngs periode som forsvarschef var præget af, at Forsvaret i de år undergik en forvandling. En uge før hans tiltræden faldt Berlinmuren. Den kolde krig lakkede mod enden, og Forsvarets rolle blev derfor i højere grad at deltage i internationale missioner, bl.a. på Balkan. Lyng stod i spidsen for Danmarks indsats under borgerkrigen i det tidligere Jugoslavien. Han advarede samtidig mod at indsætte danske styrker i Srebrenica, hvor forholdene var for farlige. Senere var han med til at indsætte en dansk kampvognseskadron i Tuzla, hvilket var nyt i FN-sammenhæng og derfor vakte international anerkendelse.